# Frászkarika (film, 2011)
A Frászkarika (eredeti cím: Fright Night) 2011-ben bemutatott amerikai horror-filmvígjáték, melyet Craig Gillespie rendezett. A DreamWorks készítette, amely az 1985-ben készült Frászkarika – Veszélyes éj című film feldolgozása.
Világremierje Londonban volt 2011. augusztus 14-én, majd szélesebb körben a Disney a Touchstone Pictures égisze alatt, augusztus 19-én mutatta be Real D 3D-ben.
Elkészítették a film folytatását is Frászkarika 2. címmel, melyet 2013-ban mutattak be.

## Történet
|  | Alább a cselekmény részletei következnek! |

Egy tinédzser, Charley Brewster (Anton Yelchin) Las Vegas egyik külvárosában, Nevadában él, aki hamarosan arra lesz figyelmes, hogy egy titokzatos új szomszéd költözik a házuk mellé. Charley egyik legjobb barátja, a "gonosz" Ed Lee (Christopher Mintz-Plasse) közli, hogy sok osztálytárs eltűnt. Egy nap, mikor Charley megy haza az iskola után, azt látja, hogy édesanyja, Jane Brewster (Toni Collette) ismerkedik az új szomszéddal, Jerryvel (Colin Farrell). Charleynak elege lesz Edből, mert azt állítja, hogy Jerry egy vámpír. Hazafelé út, Ed összetalálkozik Jerryvel, és azt mondja neki, hogy sokkal jobb élete lehetne vámpírként, majd sikerül meggyőznie. Ed szándékosan megengedi, hogy megharapja. A következő napon, Charley észreveszi, hogy Ed hiányzik az iskolából, ezért úgy dönt, hogy utánanéz.
Ahogy Jerry elkezd több embert megtámadni szerte a környéken, ez idő alatt Charley átsettenkedik Jerry házába, és rájön, hogy az áldozatait titkos szobákban tartja fogva. Charley elmegy a Las Vegas-i bűvészhez, Peter Vincenthez (David Tennant), aki feltételezhetően vámpírszakértő. Peter nem hajlandó segíteni neki, mert nem hiszi el azt amit mondd, ezért elzavarja.
Jerry átmegy Charley házához, és felgyújtja őket. Charley, Jane, és az ő barátnője, Amy Peterson (Imogen Poots) nehezen tudják az életüket menteni, majd a sivatagon keresztül elmenekülnek a teherautóval. Jerry utoléri őket, de Jane megsebesült és elájult.
Jane a kórházban van, ahol Charleyt felhívja Peter. Amikor megérkeznek Peter lakására, Ed és Jerry megtámadja Charleyt, Amyt és Petert. Charley vonakodva, de megöli Edet, míg Amy szenteltvízzel megsebesíti Jerryt. Ezt követően Amy bemenekül egy klubba, ahol elkülönül a nagy tömegben. Jerry végül elkapja őt, és megcsókolja Charley szeme láttára, majd megharapja és elviszi.
Peter nem hajlandó segíteni Charleynak, majd elmondja, hogy a saját szüleit a vámpír ölte meg (később kiderül, hogy Jerry is magát). Ő nem, azonban Charleynak ad egy Szent Miklós áldotta szuronyt, amivel Jerry szívét át kell szúrni, és az összes áldozata újra emberi lesz. Charley elmegy Jerry házába, ahol váratlanul felbukkan Peter, mert úgy döntött, hogy csatlakozik hozzá. Ketten leugranak Jerry pincéjébe, ahol Jerry számos áldozata megtámadja őket, közöttük Amy is. Charley meggyújtja a magán lévő ruhát, hogy megégesse és megzavarja Jerryt, miközben próbálja megölni. Peter segít neki, és szétlövi a padlózatot, amitől napfény jut a pincébe, megégetve Jerryt, majd Charley kezébe dobja a szuronyt, amit gyorsan beleszúr a szívébe, vele megölve őt. Az áldozatok visszatérnek emberi formájukba. Később, Charley anyja már felépült a kórházban, és hamarosan elmegy venni egy új házat, míg Charley és Amy szeretkeznek Peter lakásán.
|  | Itt a vége a cselekmény részletezésének! |

## Szereplők
| Színész                  | Szerep           | Magyar hang        |
| ------------------------ | ---------------- | ------------------ |
| Anton Yelchin            | Charley Brewster | Minárovits Péter   |
| Colin Farrell            | Jerry            | Czvetkó Sándor     |
| Christopher Mintz-Plasse | "Gonosz" Ed Lee  | Hevér Gábor        |
| David Tennant            | Peter Vincent    | Nagy Ervin         |
| Imogen Poots             | Amy Peterson     | Czető Zsanett      |
| Toni Collette            | Jane Brewster    | Spilák Klára       |
| Dave Franco              | Mark             | Molnár Levente     |
| Reid Ewing               | Ben              | Szvetlov Balázs    |
| Will Denton              | Adam             |                    |
| Sandra Vergara           | Ginger           | Pikali Gerda       |
| Lisa Loeb                | Victoria Lee     | Kisfalvi Krisztina |
| Grace Phipps             | Bee              |                    |
| Emily Montague           | Doris            | Bálizs Anett       |

- Chris Sarandon – Jerry Dandrige eredeti megformálója az 1985-ös filmből – feltűnik egy autóvezető szerepében, akit megöl a vámpír.